# Едемський сад (фільм, 1980)
«Еде́мський сад» (італ. Il giardino dell'Eden, також італ. Eden no sono; яп. エデンの園) — італійсько-японський кінофільм 1980 року, еротична мелодрама, поставлена режисером Ясудзо Масумурою з італійськими акторами Ронні Валенте і Леонорою Фані в головних ролях. В основі сюжету — історія кохання між молодим хлопцем і дівчиною, що випадково зустрілися на вулицях Риму та знаходять своє кохання на пляжі.

## Сюжет

Ронні Валенте та Леонора Фані (Мікеле та Алессандра)

Рим влітку. Алессандра (Леонора Фані) живе в багатій сім'ї торгівця антикварним мистецтвом і любить копіювати картини в музеях. Молодий кишеньковий злодій, на ім'я Мікеле (Ронні Валенте) одного сонячного дня викрадає її гаманець на сходах музею, але наступного дня вирішує повернути його. Мікеле живе бідно з матір'ю та двома братами. Алессандру привабила його відвертість і серйозність.
Запросивши її подивитися на етруські вази, Мікеле відвозить дівчину на мотоциклі до узбережжя та показує їй прекрасні, незаймані краєвиди пляжів Середземного моря. Алессандра малює пейзаж, Мікеле грає на гармоніці. Вони двоє живуть голі під небом і морем, забуваючи про плин часу та насолоджуючись природою. Одного разу Мікеле знаходить етруську вазу, вкриту брудом, і вони веселяться.
Водночас зникнення Алессандри призвело до початку розслідування поліцією. Мікеле ідентифікували як злодія і він став головним підозрюваним у справі про зникнення Алессандри. Брат Мікеле, Альфіо (Массімо Рінальді), поспішає на пляж до Мікеле, щоб допомогти йому з його «великою роботою». Мікеле з подивом дізнається від Альфіо, що сталося. Він захищає Алессандру від брата, який вирішив отримати викуп за неї.
В той час, як Мікеле й Алессандра все більше закохуються одне в кожного, Альфіо зумів отримати 800 мільйонів лір від батьків дівчини. Поліціянти, що визначили місце перебування молодиків, влаштовують перестрілку. Вважаючи братів співучасниками викрадення, підстрілюють Альфіо, Мікеле потрапляє до рук поліції, а Алессандру відправляють додому. Однак вона більше не та, ким була раніше, й дізнається, що вагітна. Літо в Римі закінчилося, Алессандра продає на вулиці прекрасні картини «Едемського саду», розмірковуючи про долю Мікеле у в'язниці…

## Знімальна група

### Акторський склад
| Актор             | Роль                | В оригіналі                |
| ----------------- | ------------------- | -------------------------- |
| Леонора Фані      | Алессандра          | Alessandra                 |
| Ронні Валенте     | Мікеле              | Michele                    |
| Анджела Ґудвін    | мати Мікеле         | madre di Michele           |
| Массімо Серато    | батько Алессандри   | padre di Alessandra        |
| Антонелла Луальді | мати Алессандри     | madre di Alessandra        |
| Массімо Рінальді  | Альфіо, брат Мікеле | Alfio, fratello di Michele |

### Зйомки
- Режисер: Ясудзо Масумура;
- Сценарій: Ясудзо Масумура, Лерос Піттоні;
- Оператор-постановник: Армандо Наннуцці[it];
- Музика: Стельвіо Кіпріані[it].
- Артдиректор: Енріко Фіорентіні;
- Костюми: Енріко Саббатіні[it];
- Звук: Джанні Д'Аміко;
- Монтаж звуку: Фаусто Анкіллай.

### Постпродукція
- Продюсери: Хіроакі Фуджі, Асао Кумада, Турі Васіле[it];
- Продакшен-менеджер: Мікеле Марсала;
- Головний організатор: Альваро Моссі;
- Секретар продакшену: Роберто Де Майо.[1]

## Прокат
В більшості країн фільм має італійську назву (італ. Eden no sono чи італ. Il giardino dell'Eden). В Японії фільм вийшов під назвою яп. エデンの園. Також мали місце оригінальні назви в:
- США та в міжнародному прокаті — англ. The Garden of Eden;
- НДР — нім. Der Garten Eden;
- Греція — грец. O kipos tis Edem.

Фільм вийшов в прокат в Японії 13 грудня 1980 року.
Головною дистриб'юторською компанією стала Nippon Herald Films, на VHS фільм розповсюджувала компанія Asmik Ace Entertainment.